# Sjors en Sjimmie en de Gorilla
Sjors en Sjimmie en de Gorilla is een Nederlandse film van Henk van der Linden in geluid en zwart-wit. De film is gebaseerd op de stripverhalen van Sjors en Sjimmie van Frans Piët. Het verhaal en scenario voor de film is bedacht en geschreven door Van der Linden. Autodidact Van der Linden was voor deze film ook producent, decorontwerper, cameraman en editor.
In tegenstelling tot tot zijn eerdere film uit 1955, Sjors van de Rebellenclub, lukte het Van der Linden niet om een donker getinte jongen te casten voor de rol van Sjimmie. Net als in 1962, bij Sjors en Sjimmie op het Pirateneiland, werd de rol gespeeld door zijn dochter Jos van der Linden, die hiervoor speciaal zwart werd geschminkt. 
De film ging in première op 26 mei 1966. In 1990 werd de film als retrospectief uitgezonden tijdens het Nederlands Film Festival.

## Verhaal
Sjors en Sjimmie moeten twee opdrachten vervullen om te voldoen aan de voorwaarden vastgelegd in het testament van Oom Barend. Tijdens deze opdrachten worden ze dwars gezeten door twee boeven, neef Boris en zijn kompaan Pedro, die ook achter het kapitaal van oom Barend aanzitten. De tweede opdracht speelt zich af in Texas, aldaar raken ze bevriend met een gorilla die ontsnapt is uit het circus. Samen met de gorilla weten Sjors en Sjimmie de twee boeven te overmeesteren. 

## Rolverdeling
| Acteur             | Personage      |
| ------------------ | -------------- |
| Jeu Consten        | Sjors          |
| Jos van der Linden | Sjimmie        |
| Toon van Loon      | Neef Toon      |
| Herman Lutgerink   | Pedro          |
| Hub Consten        | Boris          |
| Cor van der Linden | Johnny         |
| Michel Odekerken   | Notaris        |
| Hub Odekerken      | Kroegbaas Bill |